# HTC Vive

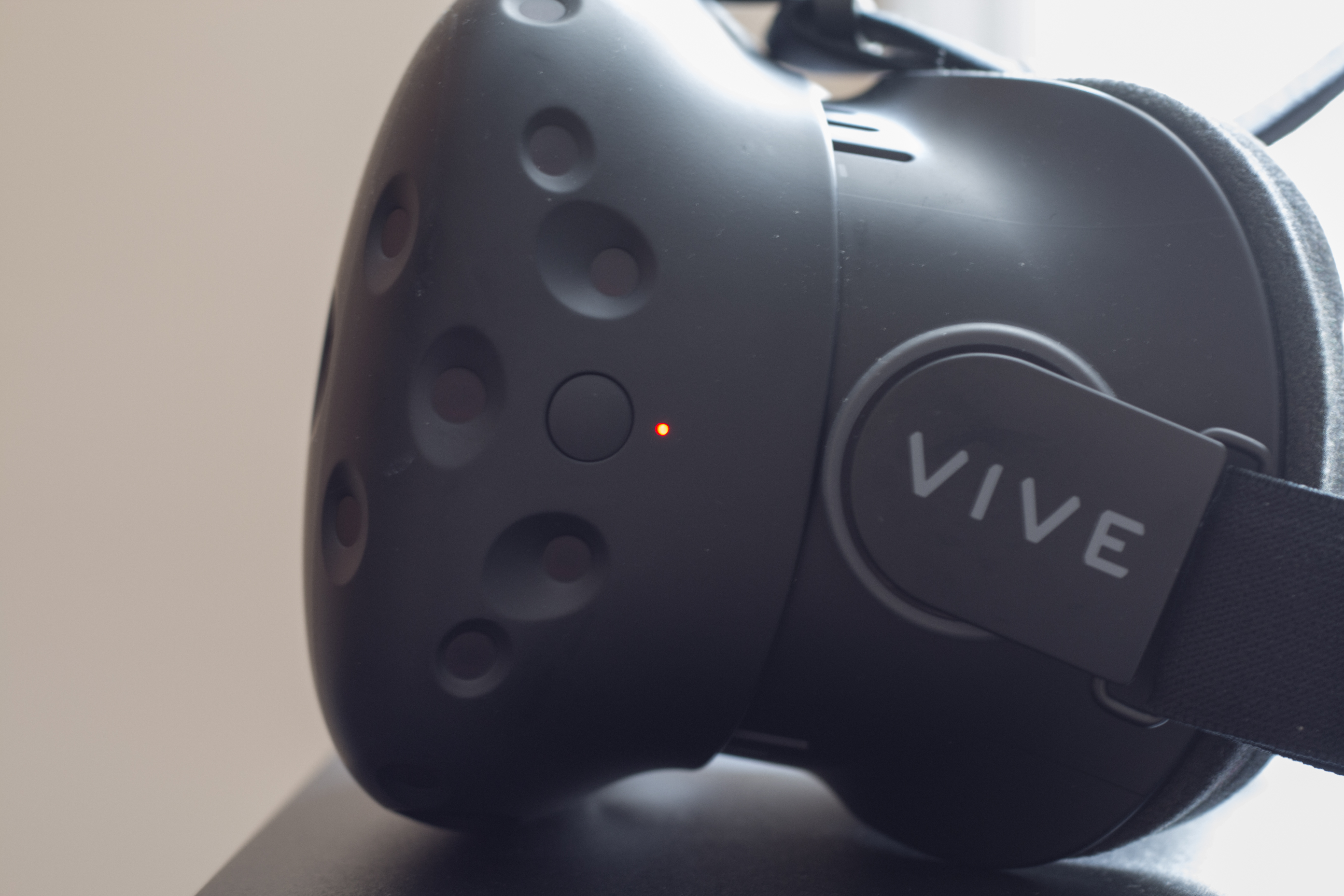
HTC Vive

HTC Vive è un dispositivo di realtà virtuale progettato da Valve in collaborazione con HTC e uscito sul mercato il 5 aprile 2016.

## Funzionamento
Questo dispositivo non solo permette di vedere il mondo virtuale mediante un visore ottico, ma grazie ad una nuova tecnologia chiamata "room scale" trasforma l'ambiente che circonda l'utente in uno spazio 3D in cui può muoversi quasi liberamente. Questa nuova tecnologia associata ad un tracking della testa preciso e a comandi di gioco che simulano il movimento delle mani, trasforma la realtà virtuale di HTC Vive in un'esperienza particolarmente immersiva, permettendo all'utente di interagire in maniera quasi completa col mondo di gioco.

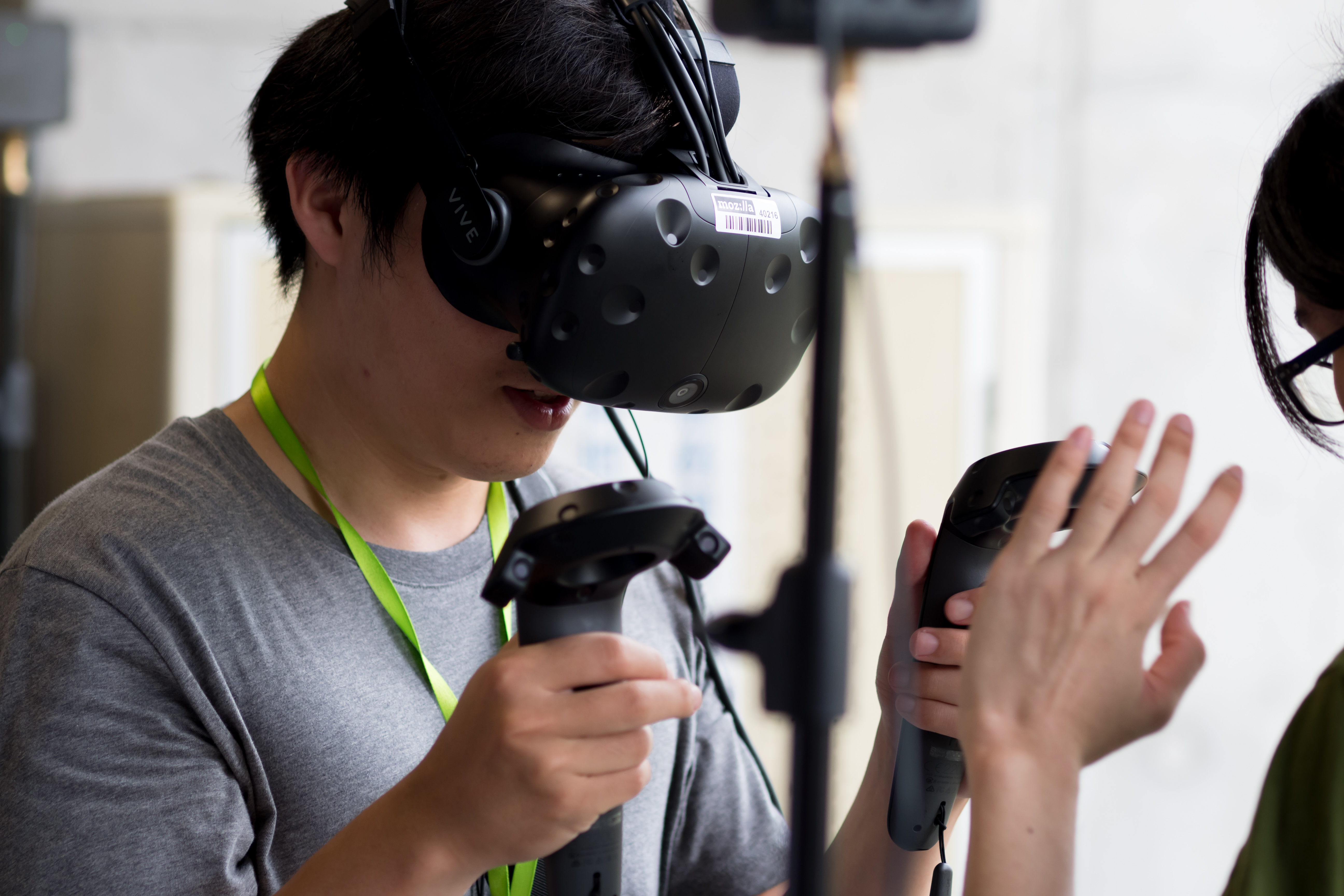
HTC Vive in uso al COSCUP 2017

## Storia
Già dal 2012 Valve Corporation si era interessata alla realtà virtuale, lavorando per affinare un sistema di tracking preciso, con la possibilità di interagire e camminare all'interno di un'area virtuale. Proprio per questo progetto la software house ideò una stanza coperta di marcatori e videocamere per tracciare i movimenti al suo interno. Nel primo periodo utilizzò per le sue ricerche delle versioni modificate di altri visori VR già in produzione per poi decidere di sviluppare un suo personale Hardware. Gli intenti iniziali di casa Valve erano quelli di collaborare con Oculus, l'azienda produttrice dell'Oculus Rift, per commercializzare questa tecnologia, ma l'acquisto di Oculus da parte di Facebook ha portato Gabe Newell a cambiare i suoi piani, contattando HTC per la realizzazione dell'hardware per la realtà virtuale. Il primo prototipo della realtà virtuale di Valve, che prendeva il nome di SteamVR, fu annunciato nel febbraio 2015 al GDC (Game Developers Conference). HTC invece svelò che stava ufficialmente lavorando su Vive un mese dopo, durante il Mobile World Congress di Barcellona, ma la vendita dei preordini del prodotto cominciò solo il 29 febbraio 2016. La versione quasi definitiva per i consumatori di HTC Vive venne presentata al Consumer Electronics Show del 2016, poiché il visore ebbe un'ulteriore revisione prima della distribuzione per correggere alcuni problemi tecnici rilevati. Questa versione pre-distribuzione prese il nome di HTC Vive Pre.

## HTC Vive Pro
L'8 gennaio 2018, HTC ha presentato un modello Vive aggiornato noto come HTC Vive Pro. È dotato di display a risoluzione più elevata, ora con risoluzione 1440x1600 per occhio, insieme a una seconda fotocamera rivolta verso l'esterno, cuffie collegabili, un microfono per l'analisi dell'annullamento del rumore e un design rinnovato con una forma più "bilanciata", un peso più leggero e un quadrante di dimensionamento. Vive Pro utilizza connettori USB-C anziché USB-A. Vive Pro è venduto insieme all'originale come modello di fascia alta; è venduto solo in cuffia e pacchetti completi. Vive Pro supporta tutti gli accessori Vive esistenti e le versioni aggiornate delle stazioni base conformi alle specifiche di SteamVR Tracking 2.0 (che supportano uno spazio fino a 10 mx 10 m).
Il 5 aprile 2018, HTC ha iniziato a vendere un pacchetto Vive Pro che includeva un Vive Pro e le stazioni base originali 1.0, nonché i controller.
Il 23 aprile 2018, HTC ha iniziato a vendere un pacchetto Vive Pro che includeva un Vive Pro e le nuove stazioni base 2.0, oltre ai controller.